# Ruhnama
Ruhnama (albo Ruchnama, z perskiego روح ruh „dusza” i نامه nâma „książka”) – książka autorstwa Saparmyrata Nyýazowa (1940–2006), I sekretarza Komunistycznej Partii Turkmeńskiej SRR (1985–1991), a następnie prezydenta Turkmenistanu (1991–2006). Jest ona połączeniem autobiografii, fikcji historycznej i przewodnika duchowego dla Turkmenów. W skład tekstu wchodzi wiele poematów, przy czym niektóre z nich są autorstwa sufiego Magtymguly’ego.
Pierwsze części książki ukazały się w 2001 roku, a rok 2003 został ogłoszony rokiem Ruhnamy. 21 marca 2006 prezydent Nyýazow oświadczył, że ten, kto przeczyta trzykrotnie Ruhnamę będzie miał zagwarantowane miejsce w raju. Nyýazow poprosił Allaha, aby ten przyjął do siebie najgorliwszych czytelników jego utworu.
Ruhnama i kult jednostki Nyýazowa stały się tematem filmu dokumentalnego pt. Cień świętej księgi (2007).